# Herbert Wehnelt
Herbert A. Wehnelt (* 20. September 1918 in Guhrau, Schlesien; † 17. Februar 2007 in Murnau am Staffelsee) war ein deutscher Generalleutnant der Luftwaffe der Bundeswehr. Von 1971 bis 1974 war er Kommandierender General des Luftflottenkommandos und von 1974 bis 1976 stellvertretender Befehlshaber Allied Air Forces Central Europe der NATO.

## Leben
Herbert Wehnelt besuchte bis 1936 das Reform-Realgymnasium in Guhrau und trat anschließend als Fahnenjunker in die Luftwaffe ein. Er besuchte die Luftkriegsschulen in Wildpark und Berlin-Gatow und wurde, nach seiner Versetzung zum Jagdgeschwader 2 „Richthofen“, im Jahr 1938 zum Leutnant befördert. Ab dem 31. Mai 1940 bis zum 15. Juli 1941 diente er im Stab der I. Gruppe des Jagdgeschwaders 20. Von 1941 bis 1944 wurde Wehnelt als Jagdflieger, Nachrichtenoffizier, Adjutant, Staffelkapitän sowie Gruppenkommandeur im Jagdgeschwader 51 eingesetzt. Ab dem 5. November 1944 war er Gruppenkommandeur der IV. Gruppe des Ergänzungsjagdgeschwaders 1, bevor er ab Februar 1945 Kommodore des Jagdgeschwaders 106 war.
Vom Mai bis September 1945 war Wehnelt in US-amerikanischer Kriegsgefangenschaft. Von November 1945 bis März 1946 war er Einkäufer beim Bayerischen Roten Kreuz in München und anschließend selbständiger Kaufmann im Schuh- und Sporthaus Wehnelt in Lenggries. Von Januar 1952 bis Mai 1954 war er Angehöriger der Organisation Gehlen.
Im Frühjahr 1954 wurde er in das Amt Blank, in die Luftwaffenplanungsgruppe berufen. 1956 erhielt er eine Kommandierung zur Royal Air Force (RAF) nach England, um eine praktische Ausbildung auf modernen Strahlflugzeugen zu erhalten. 1957 wurde Wehnelt, mittlerweile zum Oberstleutnant befördert, mit dem Aufbau der Waffenschule 10 in Oldenburg und Nörvenich beauftragt. Nach der Beförderung zum Oberst war Wehnelt von Mai 1957 bis Februar 1962 Kommandeur der Waffenschule der Luftwaffe 10 in Jever, anschließend trat er seinen Dienst als erster Kommandeur der Fliegerdivision Nord in Münster an.
Zum Generalleutnant befördert, übernahm Wehnelt vom 1. April 1971 bis 30. September 1974 den Posten als Kommandierender General des Luftflottenkommandos. Zuletzt war er von 1974 bis 1976 stellvertretender Befehlshaber und Chef des Stabes des NATO-Oberkommandos Allied Air Forces Central Europe in Ramstein. Mit Ablauf des Juni 1976 wurde er in den Ruhestand versetzt.
Von 1974 bis 1980 war Wehnelt Erster Vorsitzender der Gemeinschaft der Jagdflieger e. V. und von 1996 bis 2007 deren Ehrenvorsitzender.

## Auszeichnungen
- Ehrenpokal für besondere Leistung im Luftkrieg (1941)
- Deutsches Kreuz in Gold (1943)
- Verwundetenabzeichen in Schwarz (1942)
- Frontflugspange für Jäger in Gold mit Anh. (1943, insg. 36 Luftsiege)
- Großes Verdienstkreuz des Verdienstordens der Bundesrepublik Deutschland (1973)